# Appellationsgericht Celle
Das Appellationsgericht Celle war zwischen 1866 und 1879 ein preußisches Appellationsgericht mit Sitz in Celle.

## Geschichte
1866 verlor das Königreich Hannover an der Seite Österreichs den Deutschen Krieg und wurde in der Folge durch Preußen besetzt und annektiert. Das Appellationsgericht Celle wurde danach unter Umwandlung des Oberappellationsgerichts Celle als Appellationsgericht für die Provinz Hannover gebildet.
Die Gerichtsstruktur und auch die Gerichtsbezeichnungen wurden dabei weitgehend beibehalten. Es wurden keine Kreisgerichte gebildet. Die 12 Obergerichte wurden zu königlich preußischen Obergerichten, die 104 Amtsgerichte zu königlich preußischen Amtsgerichten.
Mit den Reichsjustizgesetzen wurden die Gerichte im Deutschen Reich vereinheitlicht. Das Appellationsgericht Celle wurde 1879 aufgehoben. Neu eingerichtet wurde nun das Oberlandesgericht Celle.
Bereits seit 1857 war das Celler Gericht höchste Instanz der ordentlichen Gerichtsbarkeit für das Land Lippe, das über kein eigenes Oberlandesgericht bzw. Appellationsgericht verfügte. Durch einen lippisch-preußischen Staatsvertrag vom 4. Januar 1879 wurde diese Bindung erneuert und gleichzeitig das Gericht in Detmold zum Landgericht Detmold erhoben; das preußische Oberlandesgericht Celle fungierte bis 1944 als Oberlandesgericht für Lippe (siehe auch Liste der Gerichte im Fürstentum Lippe).

## Obergerichte
| Obergericht            | Sitz       | Schwurgericht          | Amtsgerichte |
| ---------------------- | ---------- | ---------------------- | --- |
| Obergericht Aurich     | Aurich     | Obergericht Aurich     | Aurich, Berum, Emden, Esens, Leer, Norden, Stickhausen, Weener und Wittmund                                                                           |
| Obergericht Celle      | Celle      | Obergericht Celle      | Ahlden, Bergen, Burgdorf, Burgwedel, Celle, Fallersleben, Gifhorn, Isenhagen, Meinersen, Soltau, Uelzen und Walsrode                                  |
| Obergericht Göttingen  | Göttingen  | Obergericht Göttingen  | Duderstadt, Einbeck, Elbingerode, Gieboldehausen, Göttingen, Herzberg, Hohnstein zu Ilfeld, Münden, Northeim, Osterode, Reinhausen, Uslar, Zellerfeld |
| Obergericht Hameln     | Hameln     | Obergericht Hannover   | Coppenbrügge, Hameln, Polle, Springe |
| Obergericht Hannover   | Hannover   | Obergericht Hannover   | Calenberg, Hannover, Neustadt am Rübenberge, Wennigsen                                                                                                |
| Obergericht Hildesheim | Hildesheim | Obergericht Hildesheim | Alfeld, Bockenem, Elze, Goslar, Hildesheim, Liebenburg, Peine, Wöltingerode                                                                           |
| Obergericht Lüneburg   | Lüneburg   | Obergericht Celle      | Bleckede, Dannenberg, Gartow, Harburg, Lüchow, Lüneburg, Medingen, Neuhaus im Lauenburgschen, Tostedt, Winsen                                         |
| Obergericht Meppen     | Meppen     | Obergericht Osnabrück  | Aschendorf, Bentheim, Freren, Haselünne, Hümmling, Lingen, Meppen, Neuenhaus, Papenburg                                                               |
| Obergericht Nienburg   | Nienburg   | Obergericht Hannover   | Bruchhausen, Freudenberg, Hoya, Nienburg, Stolzenau, Sulingen, Syke, Uchte                                                                            |
| Obergericht Osnabrück  | Osnabrück  | Obergericht Osnabrück  | Bersenbrück, Diepholz, Fürstenau, Grönenberg zu Melle, Iburg, Osnabrück, Vörden, Wittlage                                                             |
| Obergericht Stade      | Stade      | Obergericht Stade      | Bremervörde, Buxtehude, Freiburg/Elbe, Jork, Neuhaus an der Oste, Osten, Otterndorf, Stade, Jever                                                     |
| Obergericht Verden     | Verden     | Obergericht Stade      | Achim, Blumenthal, Dorum, Geestemünde, Hagen, Lehe, Lilienthal, Osterholz, Rotenburg (Wümme), Verden                                                  |